# 요시카와 미쓰오
요시카와 미쓰오(일본어: 吉川 光夫, 1988년 4월 6일 ~ )는 일본의 프로 야구 선수이며, 현재 센트럴 리그인 요미우리 자이언츠의 소속 선수(투수)이다.

## 인물

### 프로 입단 전
후쿠오카현 후쿠오카시 히가시구에서 태어나 중학교 시절에 소속되어 있던 보이즈 리그에서는 전국 대회에서 3위로 이끈 적도 있었다. 후쿠오카 현내의 고등학교로부터 입학 권유가 있었지만 히로시마현에 있는 고료 고등학교에 진학했다. 고료 고등학교 시절에는 입학 초부터 기대되어 2학년 때인 춘계 시즌에 등번호 1번을 착용했다. 제구에 어려움을 겪을 정도로 4사구가 많았지만, 소질에 대해서는 높은 평가를 받았다. 고료 고등학교 야구부의 나카이 데쓰유키 감독은 요시카와에 대해서 “입학 초부터 이런 아이가 프로 구단에 갈 것이라고 생각했다”라고 그 후 잡지 인터뷰를 통해서 말했다.
고시엔 대회 출전 경험은 없었지만 3학년 때 하계 대회인 전국 고등학교 야구 선수권 히로시마 대회에서는 고료 고등학교가 유력한 우승 후보에도 올랐지만 준결승전인 소토쿠 고등학교한테 패했다. 고등학교 2년 선배는 우에모토 히로키, 1년 선배는 후지카와 슌스케, 1년 후배는 노무라 유스케와 하부 쇼헤이, 2년 후배는 나카타 렌이 있다.
2006년 가을에 열린 9월 25일에 프로 야구 고교생 드래프트에서는 다나카 마사히로의 교섭권 획득에 실패한 홋카이도 닛폰햄 파이터스가 낙첨 1순위로 지명되었다.

### 프로 입단 후

#### 2007년
5월 중순에 1군으로 승격되어 도호쿠 라쿠텐 골든이글스전에서는 중간 계투로서 첫 등판을 했다. 그 후 야기 도모야, 가네무라 사토루가 부진으로 전력에서 이탈해 투수진의 구멍을 메우는 형태로 선발 로테이션의 일원으로 활약했고 일본 시리즈에서도 고졸 신인으로서는 이나오 가즈히사, 호리우치 쓰네오, 이시이 가즈히사 이래가 되는 선발 등판을 했다. 제구에 대한 과제를 남겼지만 첫 완투승과 완봉승을 따내는 등 4승(3패)을 올리면서 선발진이 다소 허술했던 닛폰햄 투수진에게 기여했다.

#### 2008년
시즌 개막 이후부터 선발 로테이션에 들어갔지만 작년과 마찬가지로 제구에 대한 과제를 남기면서 7경기에 등판해 2승 4패와 6.23의 평균자책점을 남겼다. 침체되어 있는 상태에서 교류전이 시작되기 전에 등록이 말소되었고 이후에는 1군에 복귀하지 못한 채로 시즌을 마쳤다.

#### 2009년
시즌 개막을 2군에서 맞이했고 그 후 9월에는 1군에 승격, 투구 이닝을 웃도는 탈삼진수를 기록했지만 여전히 제구에 대한 어려움과 4사구로 인해 점수를 허용하는 경우가 많아 그 해에는 단 한 번도 승리 투수가 되지 못하는 암울한 시즌을 보냈다.

#### 2010년
그 이후에도 선발 투수로서 뚜렷한 활약을 보여주지는 못했지만 9월 이후에 중간 계투로서 등판, 4경기에 등판하여 4와 2/3이닝과 무실점으로 호투했다.

#### 2011년
선발 로테이션 경쟁에 밀려 시즌 개막을 2군에서 맞이했다. 5월 말에는 1군에 승격되었지만 불안정한 투구는 해소되지 않았고 최소 실점으로 호투한 경기에서도 타선에 지원을 받지 못하는 등의 불운도 있어 3년 연속으로 단 한 번도 승리를 기록하지 못한 채 시즌을 마감했다. 한편 2군에서는 호투를 계속하면서 최고 평균자책점 타이틀을 석권했다.

#### 2012년
개막 3경기째인 4월 1일의 사이타마 세이부 라이온스전에서는 패전 투수가 되었지만 8이닝 1실점의 호투를 보여 4월 8일의 지바 롯데 마린스전에서는 1,438일 만에 승리 투수가 되었다. 교류전에서는 1위에 해당되는 4승과 평균자책점 1.42를 기록하는 등의 안정된 성적으로 교류전 우수 선수상(퍼시픽 리그)을 수상했고 데뷔 후 처음으로 올스타전에도 출전했다. 8월 11일의 세이부전에서는 프로 데뷔 5년 만에 완봉승을 따내는 것과 동시에 처음으로 무볼넷 기록을 세웠다.
계속되는 8월 17일의 지바 롯데전에서는 데뷔 후 처음으로 두 자릿수 승리 기록을 세웠고 최종적으로 14승(리그 2위)과 1.71의 평균자책점을 기록하는 등 자신 첫 타이틀이 되는 최고 평균자책점을 석권했다. 그해 성적은 리그 2위의 14승으로, 완전부활을 인정하면서 그 해 퍼시픽리그 MVP를 수상했다.

#### 2013년
선발 로테이션에 합류를 했으나 7승 15패(15패는 리그 최다)의 최악의 성적을 남기고 마쳤다.

#### 2014년
개막전에 선발투수로 나섰지만 5.2이닝 3실점으로 패전 투수의 위기를 맞은 채로 마운드를 내려갔다. 그러나 그 경기에서 고야노 에이이치가 끝내기 안타를 쳐서 다행히 패배는 면했다. 그러나 시즌 중반 들어 나카무라 마사루나 우와사와 나오유키 등이 선발 로테이션에 합류하면서 선발투수의 입지가 좁아졌다. 그러나 클라이막스 시리즈 파이널 스테이지 3차전 후쿠오카 소프트뱅크 호크스와의 경기에서 6회 3실점을 하고 승리투수가 되었다.

## 플레이 스타일
오버스로로부터 최고 속도 152 km/h의 스트레이트와 낙차가 있는 슬라이더와 커브를 던진다.

## 상세 정보

### 출신 학교
- 고료 고등학교

### 선수 경력
- 홋카이도 닛폰햄 파이터스(2007년 ~ 2016년)
- 요미우리 자이언츠(2017년 ~ )

### 수상·타이틀 경력

#### 타이틀
- 최우수 평균 자책점 : 1회(2012년)

#### 수상
- MVP : 1회(2012년)
- 베스트 나인 : 1회(2012년)
- 최우수 배터리상 : 1회(2012년)[4]
- 월간 MVP : 1회(2012년 8월)
- ‘조지아혼’상 : 1회(2012년도 제12회)
- 센트럴·퍼시픽 교류전 우수 선수상 : 1회(2012년)[5]
- 삿포로 돔 MVP : 1회(2012년)

### 개인 기록

#### 투수 기록
- 첫 등판 : 2007년 5월 17일, 대 도호쿠 라쿠텐 골든이글스 12차전(도쿄 돔), 7회초 무사에 3번째 투수로서 구원 등판, 1이닝 1실점
- 첫 선발 : 2007년 5월 25일, 대 도쿄 야쿠르트 스왈로스 1차전(삿포로 돔), 6이닝 1실점
- 첫 탈삼진 : 상동, 1회초 무사에 아오키 노리치카로부터 헛스윙 삼진
- 첫 승리 : 2007년 6월 8일, 대 도쿄 야쿠르트 스왈로스 3차전(봇짱 스타디움), 5와 2/3이닝 무실점
- 첫 완투·첫 완봉 승리 : 2007년 7월 12일, 대 오릭스 버펄로스 15차전(삿포로 돔)

#### 타격 기록
- 첫 안타·첫 타점 : 2013년 5월 30일, 대 히로시마 도요 카프 1차전(MAZDA Zoom-Zoom 스타디움 히로시마), 7회초에 이마이 게이스케로부터 중전 적시타

#### 기타
- 올스타전 출장 : 2회(2012년, 2013년)

### 등번호
- 34(2007년 ~ 2016년)
- 21(2017년 ~ )

### 연도별 투수 성적
| 연 도      | 소 속      | 등 판 | 선 발 | 완 투 | 완 봉 | 무 4 구 | 승 리 | 패 전 | 세 이 브 | 홀 드 | 승 률 | 타 자 | 이 닝 | 피 안 타 | 피 홈 런 | 볼 넷 | 고 4 | 몸 맞 | 탈 삼 진 | 폭 투 | 보 크 | 실 점 | 자 책 점 | 평 자 책 | W H I P |
| ---------- | ---------- | ----- | ----- | ----- | ----- | ------- | ----- | ----- | -------- | ----- | ----- | ----- | ----- | -------- | -------- | ----- | ---- | ----- | -------- | ----- | ----- | ----- | -------- | -------- | ------- |
| 2007년     | 닛폰햄     | 19    | 15    | 1     | 1     | 0       | 4     | 3     | 0        | 0     | .571  | 400   | 93.1  | 83       | 6        | 46    | 1    | 5     | 52       | 6     | 0     | 39    | 38       | 3.66     | 1.38    |
| 2008년     | 닛폰햄     | 7     | 7     | 0     | 0     | 0       | 2     | 4     | 0        | 0     | .333  | 158   | 34.2  | 39       | 7        | 22    | 1    | 0     | 23       | 5     | 0     | 24    | 24       | 6.23     | 1.76    |
| 2009년     | 닛폰햄     | 3     | 3     | 0     | 0     | 0       | 0     | 2     | 0        | 0     | .000  | 77    | 16.1  | 19       | 2        | 10    | 0    | 0     | 18       | 0     | 0     | 17    | 12       | 6.61     | 1.78    |
| 2010년     | 닛폰햄     | 9     | 5     | 0     | 0     | 0       | 0     | 4     | 0        | 0     | .000  | 122   | 26.0  | 35       | 7        | 11    | 0    | 1     | 20       | 2     | 0     | 21    | 20       | 6.92     | 1.77    |
| 2011년     | 닛폰햄     | 7     | 7     | 0     | 0     | 0       | 0     | 5     | 0        | 0     | .000  | 175   | 38.0  | 45       | 4        | 20    | 1    | 1     | 25       | 1     | 0     | 20    | 20       | 4.74     | 1.71    |
| 2012년     | 닛폰햄     | 25    | 25    | 5     | 3     | 2       | 14    | 5     | 0        | 0     | .737  | 668   | 173.2 | 108      | 6        | 45    | 1    | 4     | 158      | 3     | 1     | 35    | 33       | 1.71     | 0.88    |
| 2013년     | 닛폰햄     | 26    | 25    | 1     | 0     | 0       | 7     | 15    | 0        | 0     | .318  | 686   | 160.1 | 150      | 10       | 57    | 0    | 5     | 125      | 3     | 0     | 72    | 59       | 3.31     | 1.32    |
| 2014년     | 닛폰햄     | 13    | 13    | 0     | 0     | 0       | 3     | 4     | 0        | 0     | .429  | 329   | 72.0  | 79       | 7        | 36    | 0    | 2     | 49       | 3     | 0     | 45    | 39       | 4.88     | 1.60    |
| 통산 : 8년 | 통산 : 8년 | 109   | 100   | 7     | 4     | 2       | 30    | 42    | 0        | 0     | .417  | 2615  | 614.1 | 558      | 49       | 247   | 4    | 18    | 470      | 23    | 1     | 273   | 245      | 3.59     | 1.30    |

- 2014년 시즌 종료 기준
- 굵은 글씨는 시즌 최고 성적.